# San Martín (Schiff)
Die San Martín war ein frühneuzeitliches spanisches Segelkriegsschiff, mit dem Alonso Pérez de Guzmán, der Herzog von Medina-Sidonia, als Flaggschiff 1588 die Spanische Armada gegen die englische Flotte von Königin Elisabeth I. von England anführte.

## Aufbau
Die San Martín war eine spanische Dreimast-Galeone, welche ursprünglich aus Portugal stammte. Sie wurde noch von der portugiesischen Krone als portugiesisches Handels- und Kriegsschiff konzipiert. Ihr richtiger Name lautete São Martinho. Dieses Schiff wurde später von den Spaniern konfisziert. Fockmast und Großmast waren mit jeweils zwei Rahsegeln belegt, der Besanmast hatte eine Lateinerbesegelung. Am Bugspriet war darüber hinaus noch das Bugsprietsegel setzbar. Die mitgeführte Bewaffnung war auf den Batteriedecks und dem Heckkastell, zwei weitere Geschütze nahe der Wasserlinie im Heckspiegel installiert. Galeonen hatten ein ausgeprägtes Heck- und ein wesentlich kleineres Bugkastell.

## Geschichte

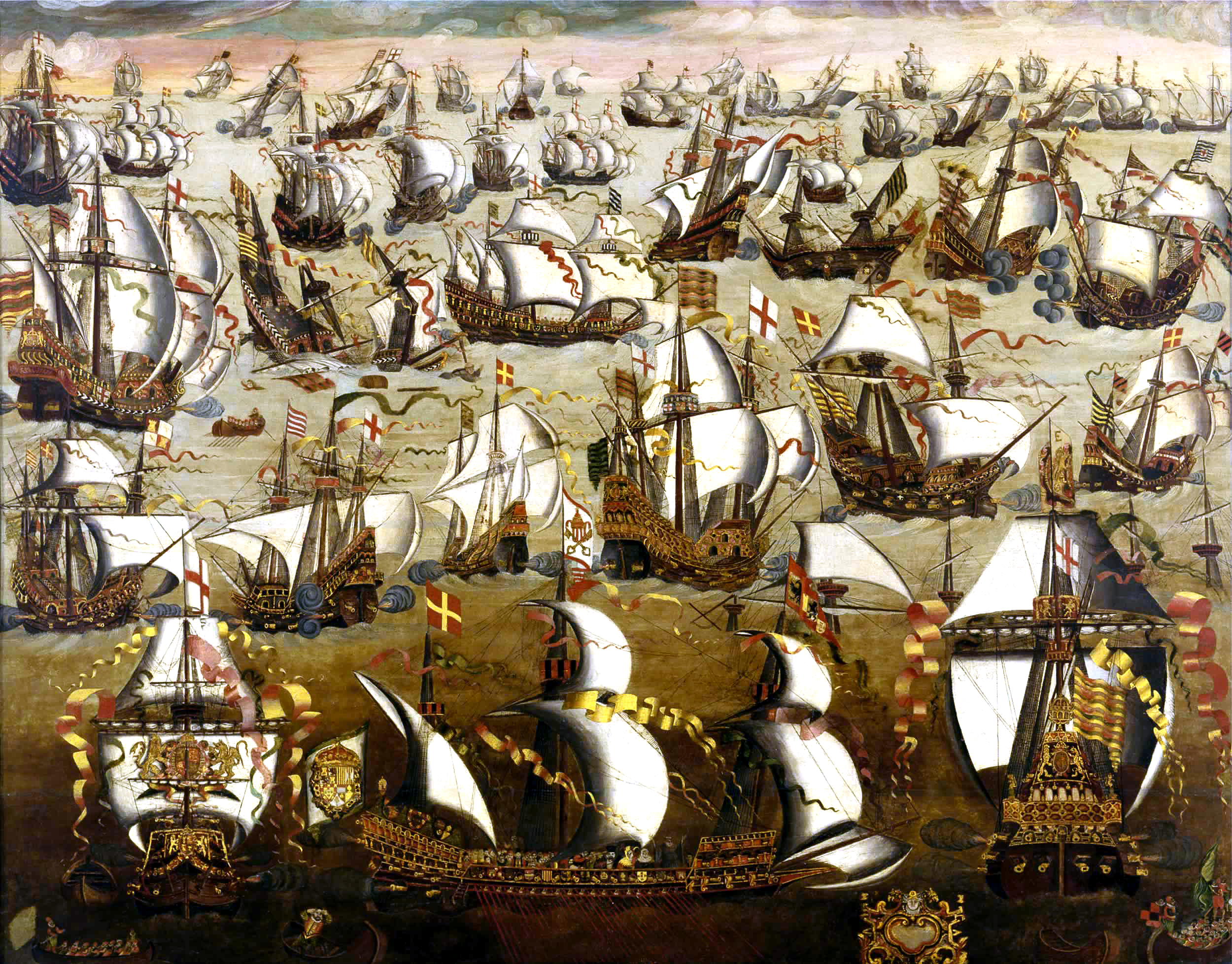
Die Spanische Armada

Admiral Alonso Pérez de Guzmán, Herzog von Medina-Sidonia, ließ am 22. März 1588 im Auftrag von König Philipp II. (Spanien) auf der San Martin die Segel setzen, um mit seiner Flotte, der Spanischen Armada, bestehend aus 130 Schiffen, die mit 8000 Seeleuten und 19.000 Soldaten besetzt waren, in Richtung England zu segeln. Die Schiffe waren mit über 2600 Kanonen bestückt. Die Enthauptung der schottischen Königin Maria Stuart gab König Philipp II. die Rechtfertigung für eine Invasion Englands – hierfür entsandte dieser die Spanische Armada. Der Aufbruch der Flotte zog sich bis zum 30. Mai 1588 hin. Die Armada sollte in den Niederlanden eine spanische Invasionsarmee unter Alexander Farnese, dem Herzog von Parma, an Bord nehmen und nach England übersetzen.
Im Ärmelkanal kam es schließlich zu den ersten Gefechten, die jedoch ohne schlachtentscheidende Resultate verliefen. Als die Armada im Hafen von Calais ankerte, griff die englische Flotte mit Brandschiffen an und konnte so eine geordnete Schlachtformierung der Spanier verhindern. Diese mussten den Hafen fluchtartig verlassen und kämpften in der anschließenden Seeschlacht von Gravelines ohne Schlachtordnung. Die Englische Flotte profitierte schließlich von ihren moderner bewaffneten, wendigeren und schnelleren Schiffen unter der Führung von Charles Howard und Sir Francis Drake und konnte die Armada, darunter auch das Flaggschiff San Martin, in die Flucht schlagen. Die Armada geriet auf der Flucht in ein Unwetter, das zusätzliche Verluste nach sich zog. Insgesamt starben etwa 12.000 Spanier und 6.000–8.000 Engländer, wobei die Opferzahlen der Engländer weitestgehend auf Krankheiten zurückzuführen waren. Admiral Alonso Pérez de Guzmán gelang auf der San Martín die Rückkehr nach Santander. Dies war aber auch dem besonderen Aufbau dieses Schiffes zu verdanken. Selbst nach mehrstündigem Dauerbeschuss britischer Galeonen konnten die Engländer dieses Schiff nicht versenken. Es ist ein unbestechlicher Nachweis portugiesischer Schiffsbaukunst. Alle Schiffe aus Portugal hatten damals einen Rumpf, der in einer sogenannten Super-Struktur gebaut wurde. Diese Schiffe waren somit in Seeschlachten kaum verwundbar (unsinkbar). Die Achillessehne aber waren schwere Seestürme. Diesen ungeheuren Kräften konnten auch sie nicht dauerhaft standhalten.